# باذنجانية

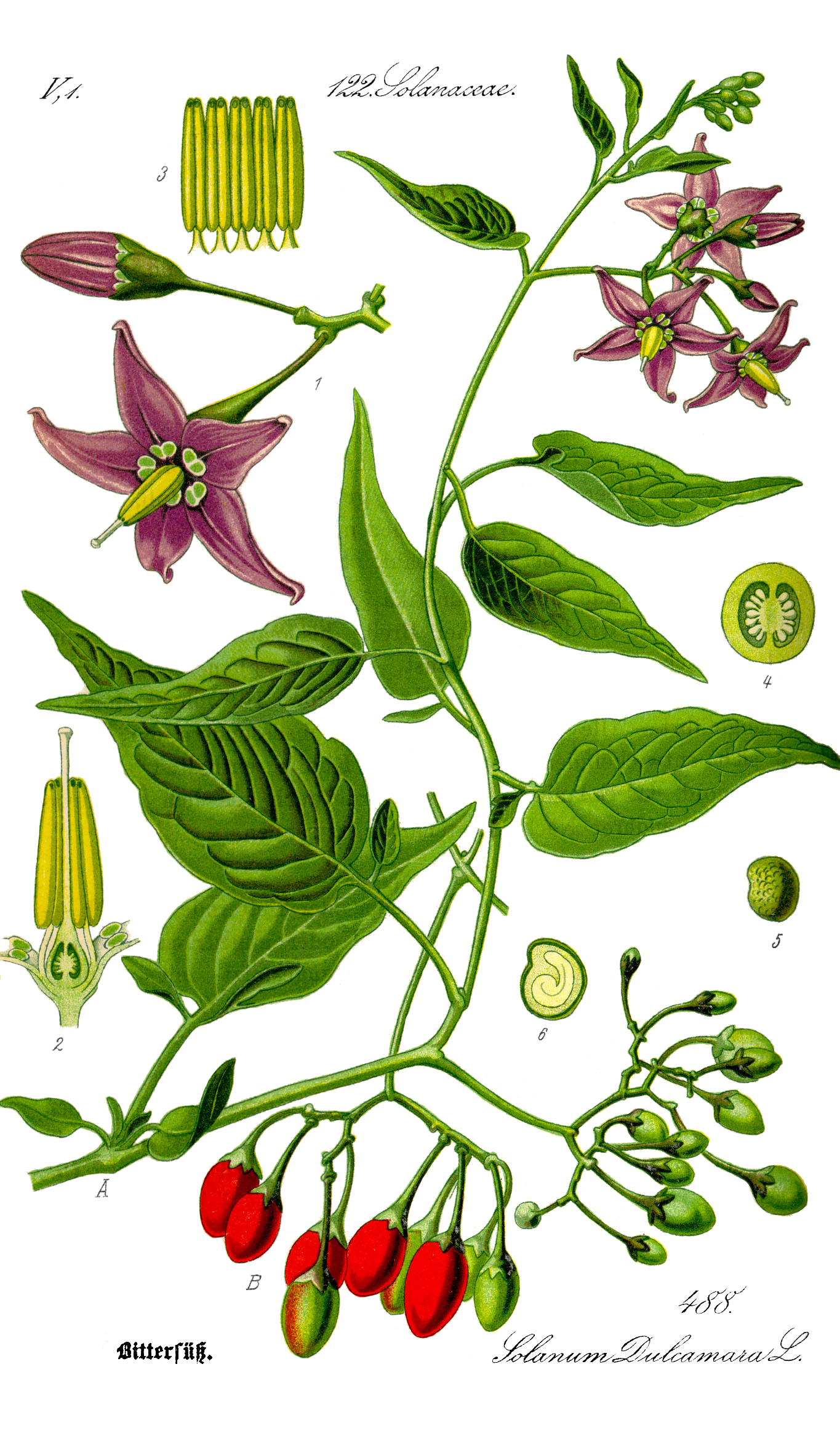

الفصيلة الباذنجانية أو الباذنجانيات هي فصيلة نباتية تتبع رتبة الباذنجانيات وتحتوي على العديد من النباتات الزراعية والبرية. يحتوي العديد من أفراد الأسرة على قلويدات قوية، وبعضها شديد السمية، لكن الكثير منها -بما في ذلك الطماطم والبطاطس والباذنجان والفلفل الحار والفلفل الحلو والتبغ- يستخدم كغذاء.

## أنواع مختارة
1. الباذنجان: نبات معروف، وينتشر في بلاد العرب بكثرة، ومن أسمائه: المَغْدُ.[6][7][8] وهو نبات زراعي اسمه العلمي السولانوم الباذنجاني (باللاتينية: Solanum melongena) مهده جنوب شرقي آسيا. يزرع نباتاً حولياً، يضم عدداً من الأنواع الغذائية، منها الأسود والأبيض والأصفر والمخطط، ومنها المتطاول والكروي، ومنها كبير حجم الثمر وصغيره.
2. البطاطا: تسمية معرَّبة من الإسبانية مستمدة من لغة قديمة في أمريكا الجنوبية. والبطاطا نبات زراعي عشبي حولي درني، ضروبه الزراعية كثيرة، منابته الأصلية أمريكا الجنوبية، اسمه العلمي السولانوم الدرني (باللاتينية: S. tuberosum).
3. عنب الديب أو السولانوم الأسود أو عنب الثعلب (باللاتينية: S. nigrum): وهو نوع عالمي الانتشار، يحتوي على مواد قلوانية، ويُعدُّ من النباتات السامة للأطفال.
4. البندورة: واسمها العلمي دراق الذنب الغذائي (باللاتينية:  I. Lycopersieum esculantum.) انتشرت زراعتها في أغلب بقاع العالم. ومن أسمائها طماطم وهو اسم مستمد من لغة مكسيكية قديمة.
5. التبغ (باللاتينية: Nicotiana): جنس أعشاب أو جنبات أمريكية وآسيوية تضم قرابة 75 نوعًا، ثمارها علبية كثيرة البذور، أوراقها دبقة، أبرز أنواعها تبغ التمباك (باللاتينية: N. tabacum).
6. الفليفلة: ثمارها عنبية جوفاء كثيرة البذور، متفاوتة الحجم والشكل والحَرافة. أشهر أنواعها: الفليفلة الخضراء والحمراء والصفراء والسوداء، تؤكل نيئة أو مطبوخة، ولها ضروب حلوة ممثلة بالفليفلة الحلوة الكبيرة، وضروب حِرِّيفة اسمها «الشطة» لشدة حرافتها.
7. الأطرب: معرَّبة من اللاتينية. جنس أعشاب أوربية آسيوية إفريقية، أوراقها تامة، وثمارها عوزة (عنبية) محاطة بالكأس. أبرز أنواعها أطرب سيدة الحسن (باللاتينية: Atropa belladona) التي تستعمل أوراقها في الصيدلة.
8. المندرغورة: معرَّبة من اللاتينية المستعارة من اليونانية. جنس نباتات متوسطة المهد. أبرز أنواعها مندرغورة الخريف (باللاتينية: Mandragora automnalis)، ثمارها مستديرة يستحصل منها عقار مستعمل في الصيدلة والسحر والشعوذة.
9. البنج: جنس نباتات عشبية، معمرة أو حولية، سامة، أوربية وآسيوية المهد، تضم قرابة 11 نوعاً تنبت ثمانية منها في سوريا. أبرزها البنج المصري (باللاتينية: H. muticus) المنتشر من الجزائر إلى الهند، والذي يحتوي على قلوانيات بنسبة 1% من وزنه (الشكل ـ2). من أنواعه أيضاً البنج الأسود.
10. اللساس (باللاتينية: Lycium): تسمية لاتينية مأخوذة من العربية لُسَّاس التي تطلق على عشب خشن لا تتمكن منه الدابة الراعية فتلُّسه بلسانها لساً. جنس جنبات شائكة معمرة، يراوح ارتفاعها بين 60 سم و250 سم، سوقها متخشبة متعرجة، أوراقها تامة متجمعة في قاعدة سوق قزمية حَوَّلَها الجفاف إلى أشواك، ثمارها كروية حمراء كثيرة البذور، أبرز أنواعه: اللساس العربي (باللاتينية:  L. arabicum) الذي من أسمائه العربية العوسج والعوسجة، وهو نوع ينبت في الوطن العربي ممثلاً للنباتات الباقية من المناخ المداري القديم، ويستعمل وقوداً. تحتوي سوقه وأوراقه وثماره على قلوانيات من زمرة الليسين (باللاتينية: lycin) الأتروبين وحمض سيان الماء وهي سامة للإنسان والماشية.
11. التبغية (باللاتينية: Petuma): جنس يضم قرابة 12 نوعاً، تزرع نبات زينة، وتضم ضروباً ضوعفت صيغ صبغياتها باستعمال الكولشيسين (باللاتينية: colchicine). أبرز أنواعها التبغية البنفسجية (باللاتينية: P. violacea)

## معرض الصور

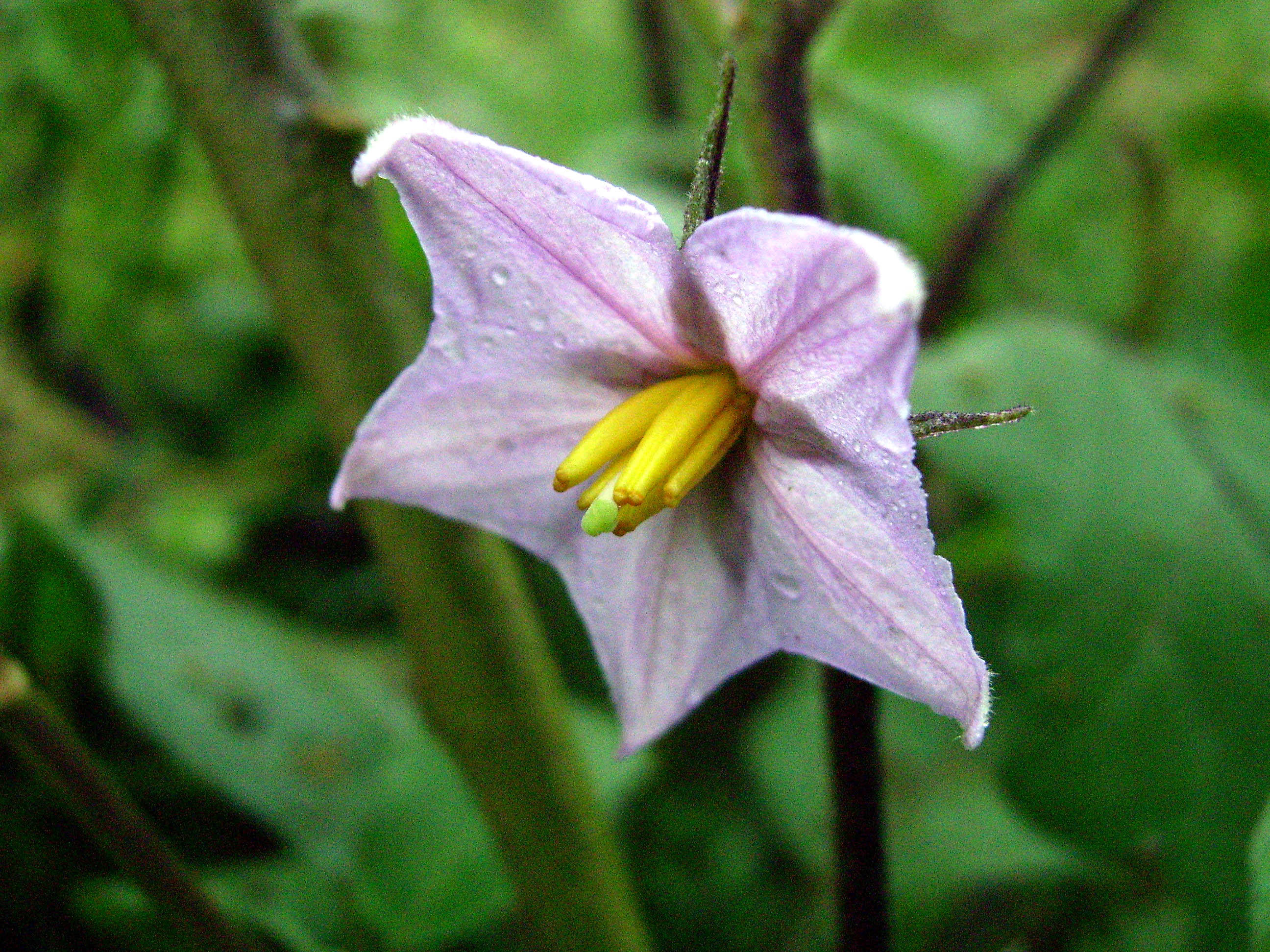
زهرة الباذنجان
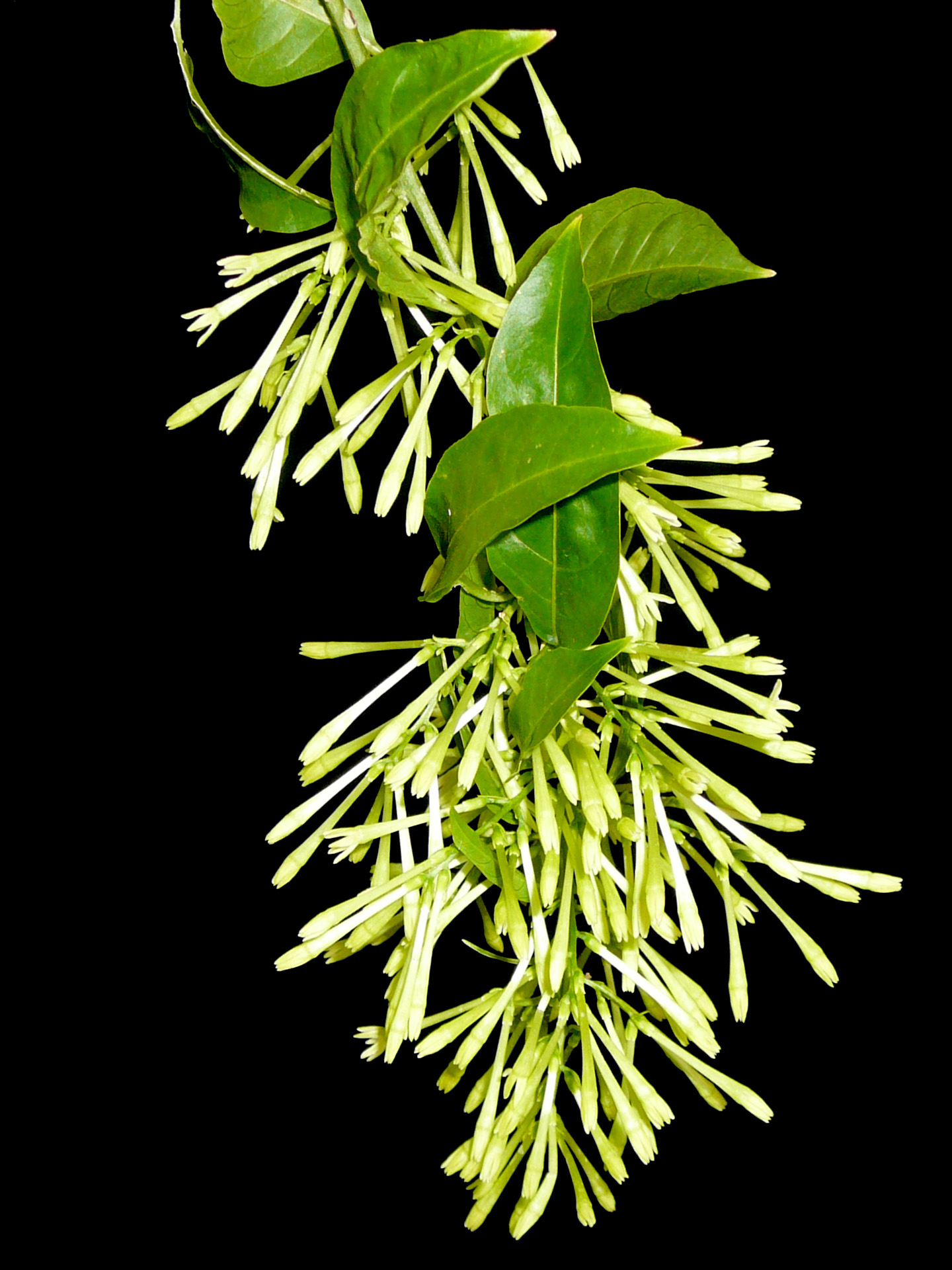
مسك الليل
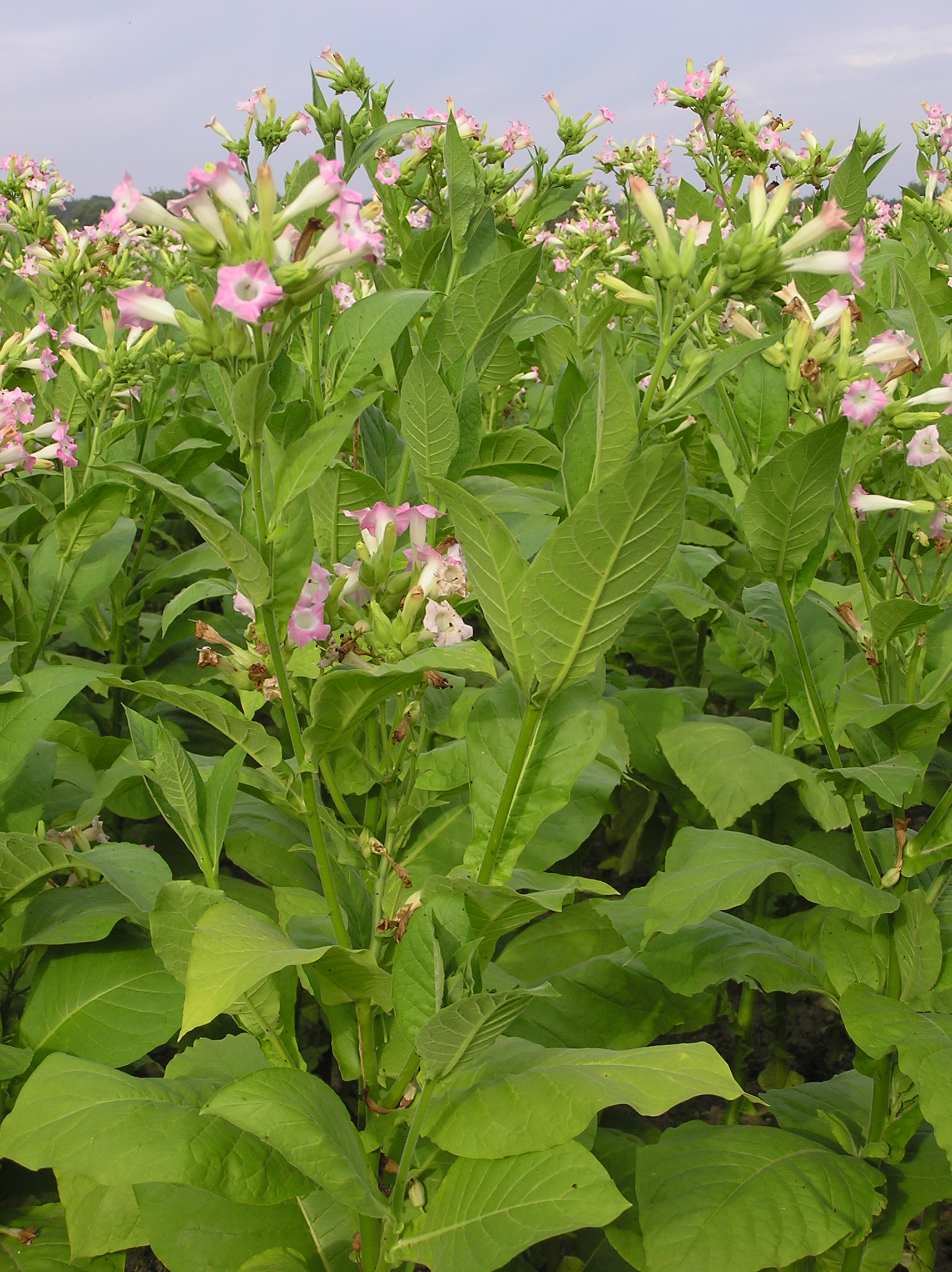
التبغ
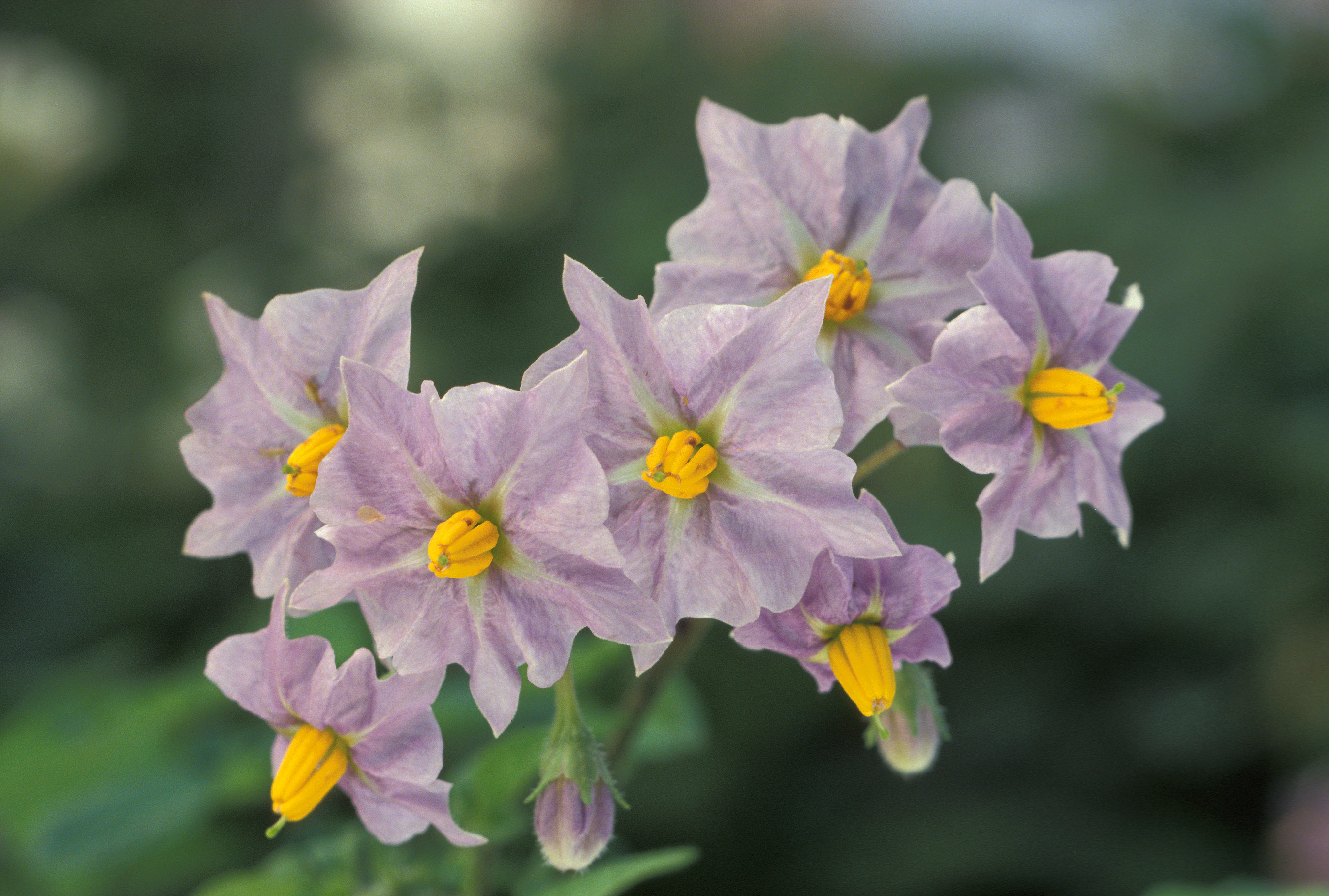
أزهار البطاطا

## المصدر
- الباذنجانيات؛ الفصيلة الباذنجانية - موسوعة المورد، منير البعلبكي، 1991